# 三笑亭可楽 (5代目)
五代目三笑亭 可楽（さんしょうてい からく）は、落語家。江戸と上方に二名いる。

## 江戸
東京5代目 三笑亭 可楽（さんしょうてい からく、1836年（逆算） - 1904年12月12日）は、落語家。本名、平田 芳五郎。
元は仕立屋。初めは天狗連で、本名から命名したものと推測される中橋連芳丸（一説には由丸）と名乗っていた。
1867年ころ4代目三笑亭可楽（爆弾可楽）の門下に入り三笑亭芝楽で初高座。その後1889年3月に可楽か花楽の改名話があり、結局5代目可楽を襲名した（このときすでに上方5代目がいた）。
人情噺の『清元延寿太夫』を得意とした。1895年2月に日本橋葺屋町大ろじ亭下席で引退披露興行を行った。以後の消息は不明。

## 上方
上方5代目 三笑亭 可楽（さんしょうてい からく、? - 1890年5月20日）は、本名、原 吉弥。俗に「京の可楽」「京都の可楽」。あだ名は禿げ頭だったことから「播磨家」（ハゲマヤの洒落）。
3代目三笑亭可楽（武生可楽）の門流で2代目笑福亭吾竹の客分であった。
初名を笑福亭小三馬。1876年頃に4代目笑福亭吾竹を経て、1887年11月、上方5代目三笑亭可楽を襲名したとされる。
江戸（東京）のネタを多く演じ長編人情噺を得意とした。
墓所は墨田区本久寺。